# Ammothereva nigrofemorata
Ammothereva nigrofemorata är en tvåvingeart som först beskrevs av Krober 1912.  Ammothereva nigrofemorata ingår i släktet Ammothereva och familjen stilettflugor. Inga underarter finns listade i Catalogue of Life.